# Гыркуль
Гыркуль — река в России, протекает по Прилузскому району Республики Коми. Устье реки находится в 419 км по левому берегу реки Луза. Длина реки составляет 57 км. В 1 км от устья принимает справа реку Эдым.
Исток реки в лесном массиве на Северных Увалах в 20 км к северо-востоку от посёлка Ваймес. Река от истока течёт на северо-восток, затем поворачивает на юго-восток и юг. Всё течение проходит по ненаселённому холмистому лесному массиву. Впадает в Лузу чуть ниже посёлка Ваймес. Ширина реки в нижнем течении 10-16 метров, скорость течения 0,3 м/с. Высота устья — 114,9 м над уровнем моря.

## Данные водного реестра
По данным государственного водного реестра России и геоинформационной системы водохозяйственного районирования территории РФ, подготовленной Федеральным агентством водных ресурсов:
- Бассейновый округ — Двинско-Печорский
- Речной бассейн — Северная Двина
- Речной подбассейн — Малая Северная Двина
- Водохозяйственный участок — Юг
- Код водного объекта — 03020100212103000012075